# Ilia Maximov
Ilia Maximov (en russe : Илья Михайлович Максимов) 9 février 1970 à Kronstadt, URSS, est un artiste russe, animateur et réalisateur de films d'animation.

## Biographie
En 1993, Maximov obtient son diplôme universitaire d'architecte et d'urbaniste à l'Université de Saint-Pétersbourg. La même année il commence les cours d'artiste animateur au studio Animation Magic (Capitol Multimedia, Us.) aux États-Unis, dans le Maryland, où il étudie avec les réalisateurs de films d'animation Alexandre Makarov et Rinat Gazizov. Il y travaille jusqu'en 1995 comme animateur principal.
En 1995, il est invité au studio d'animation de Rinat Gazizov où il participe en tant qu'animateur et narrateur à la création de nombreux clips publicitaires animés ainsi que de clips musicaux pour des stars de la pop russe tels que Philipp Kirkorov, N. Koroliova, Angélique Varoum, Mikhaïl Choufoutinski, le professeur Lebedinski etc.
En 1997 Maximov est invité au Studio d'animation Melnitsa, où il débute comme réalisateur du projet Les aventures dans la ville d'Izoumroudna . En parallèle il est réalisateur et narrateur pour la série animée Technology» pour Poseidon Film Distributors LTD (Grande-Bretagne).
Ses débuts comme réalisateur de longs métrages d'animation datent de 2001—2003 pour le projet Jacob et sa princesse (Karlik Nos). Le film a participé à plus de 30 festivals et a reçu de nombreux prix et récompenses. Les droits de location du film pour l'Allemagne ont été acquis par la filiale allemande de la compagnie Warner Bros..
En 2004, il participe en tant que narrateur, scénariste, et artiste de personnages au film de long métrage Aliocha Popovitch et Tougarine Zmeï. La même année, il réalise le scénario de Dobrynya Nikititch i Zmey Gorynytch». Au cours de ces réalisations au studio Melnitsa il organise aussi quelques cours d'artiste d'animation.
En parallèle il participe au projet Smechariki du studio Peterburg Animation Studio en qualité de réalisateur, et en qualité de narrateur sur plusieurs séries.
De 2008 à 2012, il enseigne à l'université du cinéma et de la télévision de Saint-Pétersbourg où il est titulaire en maîtrise de réalisation du cinéma d'animation.
Depuis 2011 il participe comme réalisateur et narrateur à la série Les Animaux volants (Letaiouchie zveri) au Studio Da , le premier studio russe en importance pour ce type de médias.
En novembre 2018, son film de fiction long-métrage Le Guide (Provodnik) est présenté à Paris lors de la 16e semaine du nouveau cinéma russe .

## Filmographie

### Longs métrage
- 2018 : Le Guide (Provodnik)

### Clips musicaux d'animation
- Zaïka moia (Зайка моя) (Philipp Kirkorov)
- Malinkaïa strana (Маленькая страна) (Natalia Koroleva)
- Ne sivodnia (Не сегодня) (Angélique Varoum)
- Patsany (Пацаны) (Mikhaïl Choufoutinski)
- Malosolny ogourets (Малосольный огурец) (Professeur Lebedenski)

### Dessins animés long métrage
| Année | Titre                               | Pays                    | rôle                               |
| ----- | ----------------------------------- | ----------------------- | ---------------------------------- |
| 2003  | Jacob et sa princesse               | Russie (studio Melnitsa | réalisateur, narrateur             |
| 2004  | Aliocha Popovitch et Tougarine Zmeï | Russie (studio Melnitsa | narrateur, scénariste              |
| 2006  | Dobrynya Nikititch i Zmey Gorynytch | Russie (studio Melnitsa | réalisateur, narrateur, scénariste |

### Dessins animés de séries
| Année       | Titre                                                                | Pays                             | rôle        |
| ----------- | -------------------------------------------------------------------- | -------------------------------- | ----------- |
| 1997        | Technologie (en anglais : Technology)                                | Grande-Bretagne                  | réalisateur |
| 1999        | Les Aventures de la ville émeraude (Приключения в Изумрудном городе) | Russie (studio Melnitsa)         | réalisateur |
| 2005 — 2009 | Smeshariki. Crois en moi, Ejik                                       | Russie (studio SKA — Peterbourg) | réalisateur |
| 2011        | Les Animaux volants                                                  | Russie (studio Da)               | réalisateur |